# Latvijas čempionāts futbolā 1924
L'edizione 1924 del Latvijas čempionāts futbolā fu la 4ª del massimo campionato lettone di calcio e fu vinta dal RFK Riga, giunto al suo primo titolo.

## Formula
Il campionato era diviso in due fasi: in una prima fase era previsto un raggruppamento per le squadre di Riga e un altro per le squadre delle altre regioni lettoni.
Le cinque squadre partecipanti al gruppo di Riga si incontrarono in turni di sola andata, per un totale di quattro incontri; erano previsti due punti per la vittoria, uno per il pareggio e zero per la sconfitta.
La seconda fase consisteva in una gara di spareggio tra i vincitori dei due gruppi.

## Prima Fase

### Classifica finale del Gruppo di Riga
|  | Pos. | Squadra        | Pt | G | V | N | P | GF | GS | DR  |
|  | ---- | -------------- | -- | - | - | - | - | -- | -- | --- |
|  | 1    | RFK Riga       | 8  | 4 | 4 | 0 | 0 | 11 | 1  | +10 |
|  | 2    | ASK Rīga       | 5  | 4 | 2 | 1 | 1 | 4  | 4  | +0  |
|  | 3    | Amatieris Riga | 4  | 4 | 2 | 0 | 2 | 6  | 9  | -3  |
|  | 4    | JKS Riga       | 2  | 4 | 1 | 0 | 3 | 1  | 4  | -3  |
|  | 5    | LSB Riga       | 1  | 4 | 0 | 1 | 3 | 3  | 7  | -4  |
|  | -    | Ķeizarmežs     |    |   |   |   |   |    |    |     |

### Gruppo delle Province
- Squadra vincitrice: Cesu VB[2]

## Seconda Fase

### Spareggio per il titolo
- RFK Riga - Cesu VB 5-1